# Carnegie Museum of Art
Il Carnegie Museum of Art è un museo di arte antica, moderna ed contemporanea a Pittsburgh, in Pennsylvania.

## Collezione

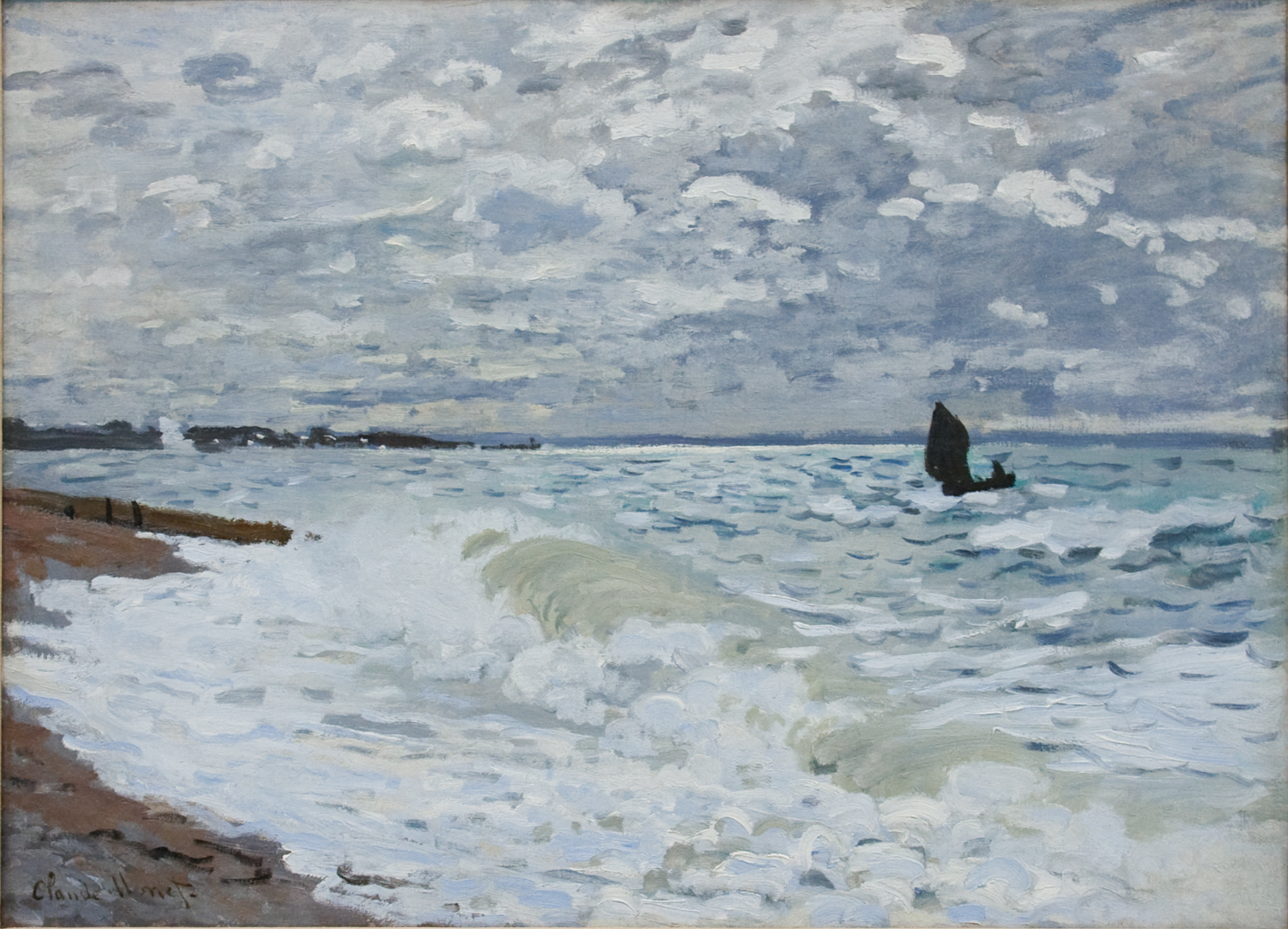
Claude Monet, Il mare a Le Havre - 1868

Il museo espone opere di artisti quali Pierre Bonnard, Georges Braque, Paul Cézanne, Edgar Degas, Fernand Léger, Paul Klee, Henri Matisse, Piet Mondrian, Claude Monet, Pablo Picasso, Camille Pissarro, Jackson Pollock, Pierre-Auguste Renoir, Vincent van Gogh ed Edward Hopper.